# Horloge Saint-Nicolas
L’horloge Saint-Nicolas est une horloge de parquet à pendule court fabriquée en Normandie, et plus particulièrement autour de Saint-Nicolas d'Aliermont, village dont elle tire son nom. Elle a été fabriquée de la fin du XVIIe siècle jusqu'en 1914 environ. Un essai de relance de ce type d'horloge a eu lieu dans les années 1975, sans grand succès. 
Les horloges Saint-Nicolas sont parfois connues sous d'autres appellations : "les élégantes", les "horloges à têtes fleuries".

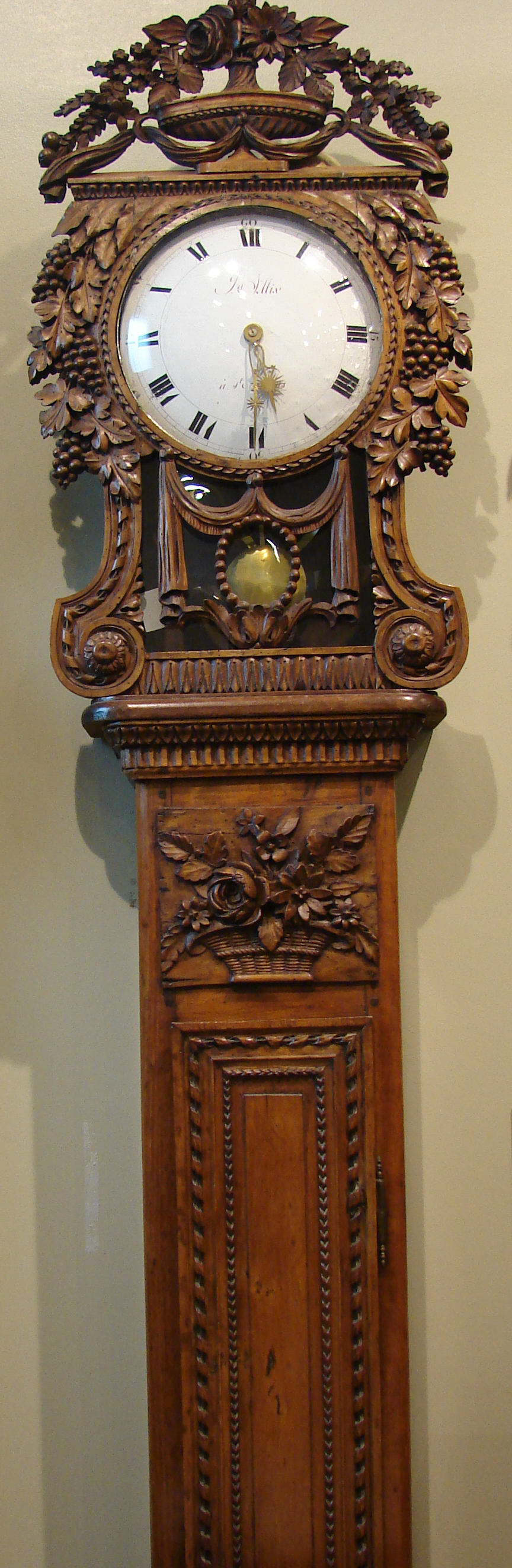
Horloge saint-nicolas signée Allix en poirier - Inv. 2011.16.1

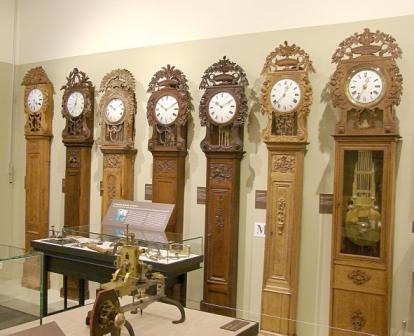
Salle des horloges Saint-Nicolas- Musée de l'horlogerie de Saint-Nicolas d'Aliermont

## Caractéristiques techniques
Une horloge Saint-Nicolas se caractérise par un mécanisme plat entièrement en laiton muni d’un balancier court et d’un corps étroit surmonté d’une tête sculptée. 
Le mécanisme est sans doute dérivé du mouvement de cartel au début du XVIIe siècle. Son mécanisme, plus petit que celui d’une horloge comtoise est constitué de deux platines de laiton, structures de base sur lesquelles sont disposés les différents éléments mobiles du mouvement, et d’un système de sonnerie simple et robuste.
La hauteur du coffre de l’horloge permet au poids, la force motrice du mouvement, de descendre. Le balancier court demande également moins d’énergie pour être entretenu, les poids de la Saint-Nicolas ne pèsent que 2,5 kg contre 4 kg pour la Comtoise. Le mécanisme comporte deux trains de rouage, le premier transmet la force motrice du poids à la roue d’échappement et le deuxième actionne la sonnerie. 

### Évolution techniques
Le balancier court possède une petite lentille et passe derrière les cordes jusqu'en 1830 environ, puis il atteint près de 12 cm et passe devant les cordes. 

## Caractéristiques esthétiques
Le mécanisme petit et plat laisse la possibilité de fabriquer des coffres extrêmement longs et fins. Ils sont généralement en chêne, orme ou sapin. Les décors sont très présents et évoluent en fonction des époques. Le modèle le plus courant représente une corbeille de fleurs au sommet de l’horloge, de nombreuses fleurs et végétaux assortis ornent alors le cadran et le corps. Dans la deuxième moitié du XIXe siècle, un vase sur piédouche remplace la corbeille. On retrouve aussi dans ces horloges les motifs classiques de l'art populaire normand : colombes bec à bec, symboles d'amour et de mariage, le blé et la vigne, symboles de prospérité, ainsi que des motifs plus politiques : bonnet phrygien, aigle impériale de Napoléon, etc.

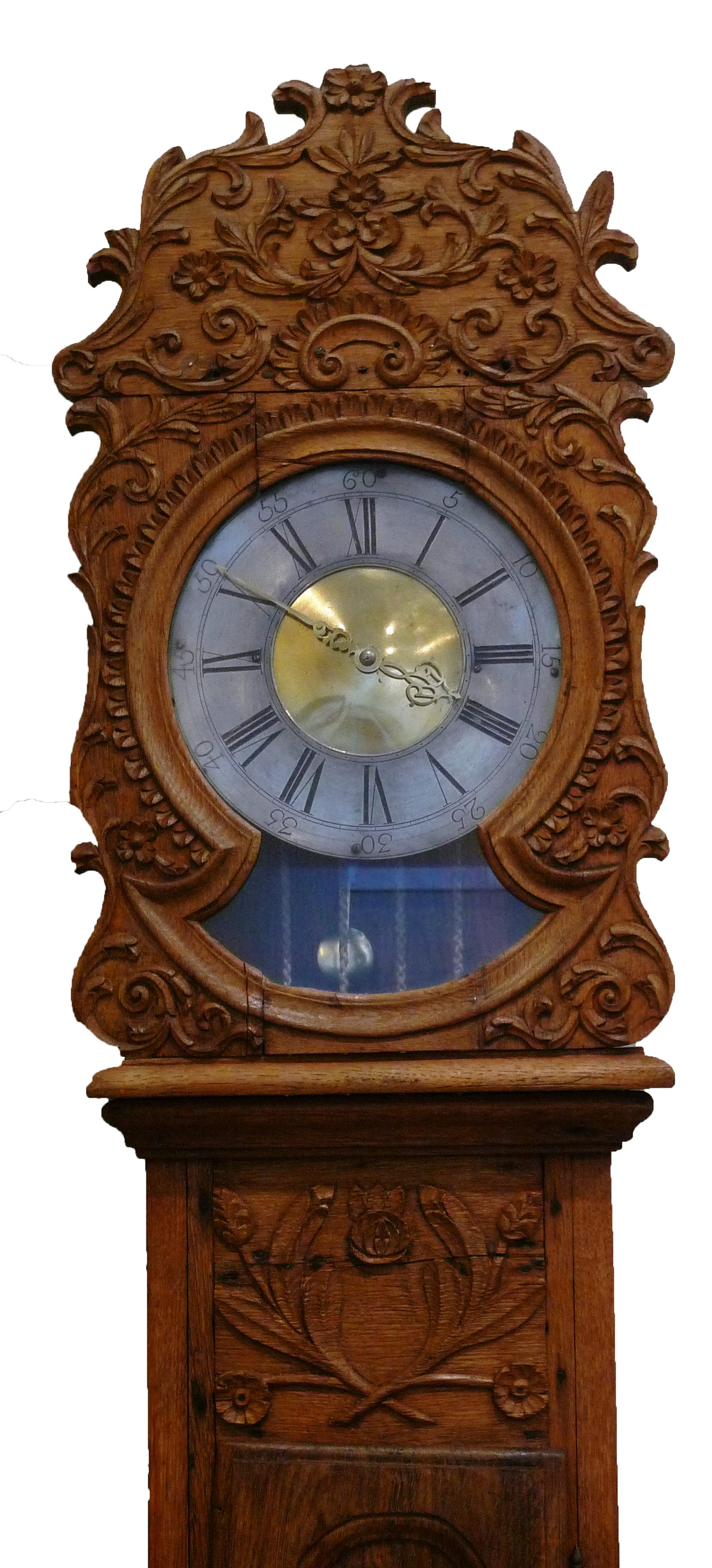
Horloge Saint-Nicolas